# Мохово (Беловский район)
Мо́хово — село в Беловском районе Кемеровской области. Является административным центром Моховского сельского поселения.

## География
Расположено на реке Мереть к юго-востоку от города Полысаево, в 85 км к югу от города Кемерово. Центральная часть населённого пункта расположена на высоте 207 метров над уровнем моря.

## Население
| 2010 | 2012  | 2013  |
| ---- | ----- | ----- |
| 2184 | ↘2129 | ↘2070 |

## Экономика
- Моховский угольный разрез